# Вільчево (Куявсько-Поморське воєводство)
Вільчево (пол. Wilczewo) — село в Польщі, у гміні Радомін Ґолюбсько-Добжинського повіту Куявсько-Поморського воєводства.
Населення — 131 особа (2011).
У 1975-1998 роках село належало до Торунського воєводства.

## Демографія
Демографічна структура станом на 31 березня 2011 року:
|          | Загалом | Допрацездатний вік | Працездатний вік | Постпрацездатний вік |
| -------- | ------- | ------------------ | ---------------- | -------------------- |
| Чоловіки | 69      | 13                 | 51               | 5                    |
| Жінки    | 62      | 12                 | 37               | 13                   |
| Разом    | 131     | 25                 | 88               | 18                   |